# MasterChef (programa de televisión mexicano)
MasterChef México es un programa de telerrealidad mexicano de competición gastronómica. El formato está basado en el programa de televisión británico, MasterChef, emitido por la cadena BBC desde 1990. La producción del programa corre a cargo de TV Azteca en colaboración con Endemol Shine Boomdog, conducido en sus primeras 6 temporadas por Anette Michel con una edición revancha; en su edición Celebrity, es presentado por Claudia Lizaldi, el jurado está conformado por Zahie Téllez, Adrián Herrera y Alfonso Cadena.

## Formato
- Preliminares: De todos los cocineros aficionados que se presentaron al casting en todo el país, trescientos son elegidos para cocinar su plato base a los tres jueces en una «macro» audición en el que se entrega como símbolo una cuchara de madera, que es el reconocimiento por ser uno de los 300 mejores cocineros aficionados de México. De este evento masivo se eligen a los 50 cocineros mejor calificados, que cocinarán para los jueces en cada emisión. Cada juez prueba el platillo y da su opinión antes de votar. Al recibir dos votos aprobatorios, ganan automáticamente un delantal blanco. Tras esa selección pasan por una última prueba, que es seguir cocinando, y el que tenga un sabor sobresaliente obtendrá uno de los 18 lugares como participantes. A partir de la segunda temporada, los participantes que obtengan los tres votos del jurado, tendrán pase directo a la cocina de MasterChef, ubicándose así entre los 18 aspirantes que competirán semana a semana por ganar.

- La caja misteriosa: Los concursantes recibirán un número de ingredientes con los que se deben a hacer un platillo a su gusto. El número de ingredientes promedio es de 12 a 18, en esta versión se ha intentado que estas cajas contengan productos muy mexicanos. La caja los oculta hasta comenzar el tiempo destinado para la prueba, que generalmente es de 45 a 60 minutos. Los participantes tienen libertad de cocinar para los tres jueces lo que deseen, no corren peligro de eliminación, pero los tres o cuatro mejores platos son los únicos degustados y entre esos se elige el mejor, que gana una ventaja (que puede ser individual o para su equipo) en el siguiente reto e incluso en eliminación.

- Reto creativo: El jurado tendrá que decir qué plato o con qué ingrediente van los aspirantes y tendrán que decidir cuáles fueron los dos mejores (uno, a partir de la segunda temporada) y los cuatro peores (seis, a partir de la segunda temporada) que tendrán que ir a la prueba de eliminación.

- Imitación a un platillo: Al programa asistirá un invitado especial (casi siempre un chef), el cual trae un platillo hecho por él. Además puede que este chef dé una clase a todos o en especial al ganador del reto creativo o caja misteriosa, como ventaja por haber ganado. Todos los concursantes tienen que imitar perfectamente el plato principal dentro del tiempo límite que establezcan los jueces. Se elige a los dos mejores para salvarse del reto de eliminación.

- Temática en equipos (Reto de campo): Este desafío se centra en retos de cocina para muchos comensales; una boda, los tripulantes de un barco, cocinar para un equipo de fútbol, etc. Todos estos lugares son locaciones fuera del set de grabación. Se dividen los concursantes en equipos, azul y rojo, con igual número y se les da una tarea (cocinar para..) . Después de completar con todos los platillos, los comensales que degustaron, serán quienes elijan los platillos que más les agradaron, y el equipo perdedor deberá competir en un reto de eliminación, conocido como “prueba de presión”.

- Reto de eliminación por etapas: Es la suma de dos o tres pruebas de presión en el caso de que los mandiles negros sean la mitad de los participantes, resultado de que su equipo haya perdido ante el otro equipo. En cada etapa, se salva uno o dos participantes y, en la última etapa de presión, uno de los participantes es eliminado.

- Eliminación: La eliminación se lleva a cabo todos los programas, según la cantidad de mandiles negros que haya en este reto, se hace una prueba de presión o un reto de eliminación por etapas.

- Ciclos : Los ciclos son la suma de dos o tres de los retos antes mencionados y forman una emisión al aire, comienzan con caja misteriosa, luego un reto creativo y finalmente un reto de eliminación (ya sea único o por etapas); o un reto por equipos y termina con la eliminación de uno de los participantes.

## MasterChef México (2015)
La convocatoria comenzó en la página oficial del programa, donde se inscribieron más de 5000 personas, de las cuales fueron elegidas 200 para una audición multitudinaria. Además, se realizaron diversos castings en diferentes ciudades del país, como por ejemplo: Ciudad de México, León, Tijuana, Puebla, entre otras. De ellos, 18 fueron los concursantes que compitieron en las distintas pruebas del programa.
Fue presentado por Anette Michel, acompañada de los chefs Betty Vásquez, Benito Molina y Adrián Herrera, quiénes conforman el jurado.
Los finalistas fueron Alan Rangel, Marlene Trujillo y la Hermana Flor, de los tres, Rangel se convirtió en el primer «MasterChef México».
La primera edición inició con 5.6 puntos de índice de audiencia, rápidamente ganó el gusto del público y hasta el momento casi ha duplicado su índice de audiencia de inicio, alcanzando 10.8 siendo lo más visto en México durante los domingos. 
El 4 de octubre de 2015, la agencia de medición de audiencias, IBOPE, informó que el programa alcanzó los 12.6 puntos de índice de audiencia.[cita requerida]
La transmisión de la final del programa registró un índice de audiencia a nivel nacional de 16 puntos, convirtiéndose así en el formato más exitoso de TV Azteca en los últimos años, superando incluso a los estelares de Televisa.
La temporada inició el 28 de junio de 2015 y terminó el 18 de octubre del 2015.

### Concursantes
| Posición | Concursantes                                | Edad | Lugar de origen  | Resultado actual |
| -------- | ------------------------------------------- | ---- | ---------------- | ---------------- |
| 1.°      | Alan Rangel Lavaplatos                      | 25   | Jalisco          | Ganador          |
| 2.°/3.°  | Hermana Flor Religiosa                      | 68   | Puebla           | Finalista        |
| 2.°/3.°  | Marlene Trujillo Estudiante de Gastronomía  | 23   | Jalisco          | Finalista        |
| 4.°      | Gina Roditi Ama de casa                     | 60   | CDMX             | 15.ª Eliminada   |
| 5.°      | Gonzalo Cruzado Abogado penalista           | 38   | CDMX             | 14.º Eliminado   |
| 6.°      | Tianne Bahre Diseño de efectos visuales     | 22   | CDMX             | 13.ª Eliminada   |
| 7.°      | Nallely Martínez Estudiante de Repostería   | 22   | Nuevo León       | 12.ª Eliminada   |
| 8.°      | Diana Abreu Nutricionista                   | 28   | Tabasco          | 11.ª Eliminada   |
| 9.°      | Carmen Miranda Tamalera                     | 27   | San Luis Potosí  | 10.ª Eliminada   |
| 10.°     | Alfredo Vásquez Estudiante de Arquitectura  | 29   | Baja California  | 9.º Eliminado    |
| 11.°     | José Luis Revuelta ✟ Empresario             | 57   | Veracruz         | 8.º Eliminado    |
| 12.°     | Alejandra Maldonado Organizadora de eventos | 43   | Guanajuato       | 7.ª Eliminada    |
| 13.°     | Carlos Flores Albañil y comerciante         | 31   | Baja California  | 6.º Eliminado    |
| 14.°     | Gaby Saucedo Maestra de primaria            | 52   | CDMX             | 5.ª Eliminada    |
| 15.°     | Luis Cortés Bailarín aéreo                  | 18   | Estado de México | 4.º Eliminado    |
| 16.°     | Ariel Hermosillo Administrador de empresas  | 36   | Jalisco          | 3.er Eliminado   |
| 17.°     | Memo Cruz Estudiante de preparatoria        | 18   | Chiapas          | 2.º Eliminado    |
| 18.°     | Olga Estrada Maestra de pilates             | 36   | Puebla           | 1.ª Eliminada    |

## MasterChef Junior México (2016)
Las audiciones comenzaron el 4 de noviembre de 2015, en un tour alrededor del país, visitando ciudades como Hermosillo, Puebla, Guadalajara, concluyendo el 29 de noviembre con la audición en la Ciudad de México. 50 niños de entre 8 y 13 años fueron elegidos para concursar en el primer capítulo, donde 18 de ellos fueron seleccionados para formar parte de la primera temporada.Esta temporada comenzó el 3 de abril de 2016, transmitido por Azteca Trece, y su final se transmitió el 3 de julio de 2016.
En esta temporada se contó con los mismos jueces de la versión adulta, Benito Molina, Betty Vázquez y Adrián Herrera; mientras que Anette Michel participa como conductora. La finalista de la primera temporada, la Hermana Flor Ruíz, fue invitada especial en esta temporada, siendo la mentora de los niños concursantes. Sin embargo se retiró en el episodio 12, regresando para el final de temporada. 
También fueron invitados especiales como Alan Rangel y Marlene Rodríguez (ganador y finalista de la primera temporada, respectivamente), quienes participaron en uno de los primeros episodios para formar equipo con los niños. Otros concursantes de la primera temporada como Carmen, Gina, Nayelli y Tianne se presentaron en el programa para participar junto a los niños en uno de los últimos retos de campo.
La ganadora de esta temporada fue Alana Lliteras, llevándose como premio la suma de un millón de pesos, una remodelación de su cuarto, y el trofeo por ser la primera con el título de MasterChef Junior México. De igual manera, los concursantes Yoel Navarro y Efanyz Gutiérrez, se llevaron un reconocimiento como finalistas.
Esta temporada contó con ligeros cambios en el formato, siendo el más notorio la eliminación de dos concursantes durante los primeros tres capítulos, acortando de este modo la duración del programa, el cual desde el principio y por obvias razones se planeó para ser más corto que la versión de adultos, la cual estuvo compuesta por 17 capítulos, mientras que la versión «junior» contó con 14. 

### Concursantes
| Posición  | Concursantes            | Edad | Lugar de origen  | Resultado final    |
| --------- | ----------------------- | ---- | ---------------- | ------------------ |
| 1.°       | Alana Lliteras          | 12   | Yucatán          | Ganadora           |
| 2.°/3.°   | Efanyz Gutiérrez        | 11   | Veracruz         | Finalista          |
| 2.°/3.°   | Yoel Navarro            | 13   | Jalisco          | Finalista          |
| 4.°       | Alonso Reverte          | 12   | San Luis Potosí  | 15.º Eliminado     |
| 5.°       | Melanie Hernández       | 9    | Oaxaca           | 14.ª Eliminada     |
| 6.°       | María Gutiérrez         | 11   | Chihuahua        | 13.ª Eliminada     |
| 7.°       | Daniel Charles          | 12   | Jalisco          | 12.º Eliminado     |
| 8.°       | Camila Villatoro        | 9    | CDMX             | 11.ª Eliminada     |
| 9.°       | María José "Majo" Gamés | 12   | Puebla           | 10.ª Eliminada     |
| 10.°      | Emiliano Hurtado        | 12   | Guerrero         | 9.º Eliminado      |
| 11.°      | Jave Celis              | 10   | Estado de México | 8.ª Eliminada      |
| 12.°      | Tamara Rivera           | 8    | CDMX             | 7.ª Eliminada      |
| 13.°/14.° | Marco Vera              | 12   | Puebla           | 6.º/5.ª Eliminado  |
| 13.°/14.° | Karla Muñoz             | 12   | Nuevo León       | 6.º/5.ª Eliminado  |
| 15.°/16.° | Roberta Quintana        | 11   | Baja California  | 4.ª/3.er Eliminado |
| 15.°/16.° | Kalem Cruz              | 10   | Veracruz         | 4.ª/3.er Eliminado |
| 17.°/18.° | Juan Pablo Rayos        | 13   | Oaxaca           | 2.º/1.er Eliminado |
| 17.°/18.° | Cristian D. Arriaga     | 11   | San Luis Potosí  | 2.º/1.er Eliminado |

## MasterChef México (2016)
La temporada inició el 4 de septiembre de 2016 y culminó el 18 de diciembre de 2016, resultando Bertha López como la ganadora definitiva de esta, recibiendo el trofeo que la acredita como «MasterChef México 2016», un millón de pesos y un curso de cocina en España. 
Esta temporada contó con los mismos cambios de la versión «junior» del año anterior, el ganador de la caja misteriosa recibía inmunidad y se convertía en capitán en el siguiente reto por equipos, también habiendo un solo ganador del reto creativo en lugar de dos (como se tenía acostumbrado en la primera temporada). El cambio más notorio fue que algunos los retos de eliminación se compondrían de seis nominados a eliminación y no cuatro como en la primera temporada.
La temporada se caracterizó por las polémicas que se dieron en el transcurso del programa, las cuales fueron generadas por los mismos participantes; tres concursantes específicamente se dedicaron a criticar, despreciar y hasta discriminar a otros concursantes. Tal fue el caso de Lourdes, Maru y Kennia, quienes criticaron duramente a Bertha por ser empleada doméstica, y otros concursantes más como Doña Clarita y Enrique.
La temporada contó con chefs invitados como el chef Carlos Gaytán, el primer mexicano en obtener una Estrella Michelin. También en el transcurso fueron invitados el chef Jonathan Gómez Luna, la chef Kanaache Najar, el chef Ralf Zelmer, el chef Pablo Salas y el chef Roberto Ruiz Vélez, acompañando al jurado en la final.

### Concursantes
| Posición | Concursantes                                           | Edad | Lugar de origen  | Resultado Final |
| -------- | ------------------------------------------------------ | ---- | ---------------- | --------------- |
| 1.°      | Bertha Lopez Empleada doméstica                        | 33   | Puebla           | Ganadora        |
| 2.°/3.°  | María Eugenia "Maru" Rule Licenciada en Administración | 51   | Oaxaca           | Finalista       |
| 2.°/3.°  | Melissa Morelos Estudiante de bachillerato             | 18   | Jalisco          | Finalista       |
| 4.°      | Costas Obeth Aguilar Agricultor                        | 35   | Veracruz         | 15.º Eliminado  |
| 5.°      | Rahmar Pérez Amo de casa                               | 29   | Sinaloa          | 14.º Eliminado  |
| 6.°      | Lucía Zerecero Actriz                                  | 31   | CDMX             | 13.ª Eliminada  |
| 7.°      | Daniel Vera Estudiante de gastronomía y bloguero       | 21   | Hidalgo          | 12.º Eliminado  |
| 8.°      | Lourdes Alcocer Editora                                | 60   | CDMX             | 11.ª Eliminada  |
| 9.°      | Clara "Doña Clarita" Carrera Enfermera                 | 54   | Veracruz         | 10.ª Eliminada  |
| 10.°     | Eduardo Arenas Músico                                  | 32   | Sonora           | 9.º Eliminado   |
| 11.°     | Clara Enns Diseñadora de modas                         | 35   | Chihuahua        | 8.ª Eliminada   |
| 12.°     | Sofía Beuchot Abogada                                  | 24   | CDMX             | 7ª Eliminada    |
| 13.°     | Kennia Flores Maquillista                              | 22   | Estado de México | 6.ª Eliminada   |
| 14.°     | Francisco "Paco" Dodero Matemático                     | 56   | Jalisco          | 5.º Eliminado   |
| 15.°     | "Mary" de la Luz Orozco Ama de casa                    | 24   | Puebla           | 4.ª Eliminada   |
| 16.°     | Enrique Marthen Brujo                                  | 53   | Veracruz         | 3.er Eliminado  |
| 17.°     | Antonio "Toño" Monroy Comerciante                      | 32   | Nuevo León       | 2.º Eliminado   |
| 18.°     | Verónica Vázquez Médico                                | 43   | Veracruz         | 1.ª eliminada   |

## MasterChef Junior México (2017)
La segunda temporada de la versión infantil comenzó el domingo 5 de marzo de 2017 y finalizó el 11 de junio del mismo año, regresa la Hermana Flor como la mentora de los niños concursantes. La gran final contó con el chef Jorge Vallejo como invitado especial, y resultó vencedor Diego Fernández, originario de Querétaro.

### Concursantes
| Posición  | Concursantes          | Edad | Lugar de origen | Resultado          |
| --------- | --------------------- | ---- | --------------- | ------------------ |
| 1.°       | Diego Fernández       | 12   | Querétaro       | Ganador            |
| 2.°/ 3.°  | Emiliano López        | 13   | Jalisco         | Finalista          |
| 2.°/ 3.°  | Rebekah Marquina      | 12   | Querétaro       | Finalista          |
| 4.°       | Michelle Díaz         | 10   | Querétaro       | 15ª Eliminada      |
| 5.°       | Marivel Andrade       | 12   | Michoacán       | 14ª Eliminada      |
| 6.°       | Nicole Hernández      | 12   | Chiapas         | 13ª Eliminada      |
| 7.°       | Luis Daniel Villa     | 11   | Sonora          | 12º Eliminado      |
| 8.°       | María Sabina Ángeles  | 12   | Oaxaca          | 11ª Eliminada      |
| 9.°       | Diego Alberto Cortés  | 12   | CDMX            | 10º Eliminado      |
| 10.°      | Rogelio "Roy" Padilla | 8    | Querétaro       | 9º Eliminado       |
| 11.°      | Juan Carlos Ramírez   | 12   | Oaxaca          | 8º Eliminado       |
| 12.°      | Taíz Cuenca           | 10   | CDMX            | 7.ª Eliminada      |
| 13.°/14.° | Batía Bresca          | 13   | CDMX            | 6.ª/5.ª Eliminadas |
| 13.°/14.° | Amelie Buentello      | 10   | Quintana Roo    | 6.ª/5.ª Eliminadas |
| 15.°/16.° | Alonso "Goyo" Castro  | 11   | Durango         | 4.º/3.ª Eliminados |
| 15.°/16.° | Ana Paula Canalizo    | 11   | Oaxaca          | 4.º/3.ª Eliminados |
| 17.°/18.° | Karla López           | 13   | Oaxaca          | 2.ª/1.º Eliminados |
| 17.°/18.° | César Sánchez         | 12   | CDMX            | 2.ª/1.º Eliminados |

## MasterChef México (2017)
El casting de esta edición comenzó en octubre de 2016 en las principales ciudades del país como Ciudad de México, León, Tijuana, Puebla, entre otras. La tercera edición de adultos de MasterChef México se estrenó el domingo 27 de agosto, en el primer programa, los 54 aspirantes seleccionados se enfrentaron por conseguir uno de los 18 lugares dentro de la cocina de MasterChef, que por primera vez en 5 temporadas, se grabó completamente en México, bajo la dirección de Álex Esquivel. Esta edición cuenta, con la conducción de Anette Michel, y con la participación de Benito Molina, Adrián Herrera y Betty Vásquez como jurado principal. 

### Concursantes
| Posición | Concursantes                                                       | Edad | Lugar de origen | Resultado      |
| -------- | ------------------------------------------------------------------ | ---- | --------------- | -------------- |
| 1.°      | Honorina Arroyo Campesina                                          | 56   | Tlaxcala        | Ganadora       |
| 2.°/3.°  | Cyntia González Ama de casa                                        | 33   | Veracruz        | Finalista      |
| 2.°/3.°  | Pastor Pérez Productor agropecuario                                | 42   | Zacatecas       | Finalista      |
| 4.°      | Pablo Martí Surfista y profesor de yoga                            | 33   | Veracruz        | 15.º Eliminado |
| 5.°      | Seila Vidal Comerciante                                            | 32   | Tabasco         | 14.ª Eliminada |
| 6.°      | Ángela Aranda Estudiante de Psicología                             | 21   | Coahuila        | 13.ª Eliminada |
| 7.°      | Julia Martínez Ama de casa                                         | 63   | Jalisco         | 12.ª Eliminada |
| 8.°      | Roberto "Beto" Luna Sacerdote                                      | 45   | Chihuahua       | 11.º Eliminado |
| 9.°      | Rogelio Torres Enfermero y comerciante                             | 29   | Chihuahua       | 10.º Eliminado |
| 10.°     | María de la Luz “Lucha” Willis Catedrática                         | 69   | Tamaulipas      | 9.ª Eliminada  |
| 11.°     | José María "Chema" Valdez Barbero y entrenador de fútbol americano | 33   | Durango         | 8.º Eliminado  |
| 12.°     | Marie Claire Trad Empresaria                                       | 43   | CDMX            | 7.ª Eliminada  |
| 13.°     | Diana González Organizadora de eventos                             | 47   | Puebla          | 6.ª Eliminada  |
| 14.°     | Erick Rojas Estudiante de Contaduría                               | 22   | CDMX            | 5.º Eliminado  |
| 15.°     | Noemí de la Concha Cetrera                                         | 37   | Puebla          | 4.ª Eliminada  |
| 16.°     | María Dolores "Loló" Hevia Ama de casa                             | 57   | CDMX            | 3.ª Eliminada  |
| 17.°     | Hugo Gómez Asesor de inglés                                        | 31   | Jalisco         | 2.º Eliminado  |
| 18.°     | Raymundo Barrios Profesor de primaria                              | 35   | Puebla          | 1.er Eliminado |

## MasterChef México (2018)
El casting de esta edición comenzó en febrero del 2018 en las principales ciudades del país. La cuarta edición de adultos de MasterChef México se estrenó el domingo 14 de octubre. Esta edición contó, con la conducción de Anette Michel, y con la participación de Benito Molina, Adrián Herrera y Betty Vásquez como jurado principal. 
En esta temporada, por motivo de las fiestas decembrinas, se emitió un especial de Navidad transmitido el 23 de diciembre de 2018, donde los participantes que continuaron en ese momento en competencia, cocinaron platillos navideños con la ayuda de exparticipantes de temporadas pasadas. En este especial no hubo eliminación.

### Concursantes
| Posición | Concursantes                                            | Edad | Lugar de origen | Resultado      |
| -------- | ------------------------------------------------------- | ---- | --------------- | -------------- |
| 1.°      | Ismael Zhu Li Empresario                                | 28   | CDMX            | Ganador        |
| 2.°/3.°  | Geny Falla Altruista                                    | 51   | Yucatán         | Finalista      |
| 2.°/3.°  | Regina López Estudiante de Gastronomía                  | 21   | Guanajuato      | Finalista      |
| 4.°      | Carlos Leal Empresario                                  | 45   | Nuevo León      | 15.º Eliminado |
| 5.°      | Rosa María "Rox" Quintana Panadera                      | 29   | Jalisco         | 14.ª Eliminada |
| 6.°      | Yanin Campos Enfermera                                  | 32   | Chihuahua       | 13.ª Eliminada |
| 7.°      | Alí Valenzuela Estudiante de Gastronomía                | 33   | Sonora          | 12.º Eliminado |
| 8.°      | Alberto "Stanley" Payaso                                | 55   | Jalisco         | 11.º Eliminado |
| 9.°      | Addy Angulo Anticuaria                                  | 52   | Yucatán         | 10.ª Eliminada |
| 10.°     | Patricia Gallo Actriz y conductora                      | 32   | Guanajuato      | 9.ª Eliminada  |
| 11.°     | Willi Velázquez Boxeador                                | 25   | Veracruz        | 8.º Eliminado  |
| 12.°     | Romario Ventura Empleado                                | 24   | Guerrero        | 7.º Eliminado  |
| 13.°     | Miguel Reyes Carnicero                                  | 21   | Zacatecas       | 6.º Eliminado  |
| 14.°     | Ana Cely Palma Promotora cultural e intérprete rarámuri | 36   | Chihuahua       | 5.ª Eliminada  |
| 15.°     | Mireya Rivera Ama de casa                               | 47   | Sonora          | 4.ª Eliminada  |
| 16.°     | Lourdes Flores Repostera                                | 39   | Nuevo León      | 3.ª Eliminada  |
| 17.°     | Osiris Orozco Entrenador físico                         | 34   | Durango         | 2.º Eliminado  |
| 18.°     | Santino Arroyo Maestro de artes marciales               | 42   | Puebla          | 1.er Eliminado |

## MasterChef México "La Revancha" (2019)
A finales de mayo de 2019 se anunció que la séptima temporada estaría conformada por exparticipantes de las temporadas anteriores, de ahí el subtítulo de «la revancha».
Se integra al panel de jurados el chef chocolatero José Ramón Castillo.

### Concursantes
| Posición | Posición anterior | /           | Concursantes                                 | Edad | Lugar de origen  | Temporada original | Resultado      |
| -------- | ----------------- | ----------- | -------------------------------------------- | ---- | ---------------- | ------------------ | -------------- |
| 1.°      | 9.º lugar         | 8           | Carmen Miranda Cocinera                      | 31   | San Luis Potosí  | 1.ª temp.          | Ganadora       |
| 2.°/3.°  | 17.º lugar        | 14/15       | Memo Cruz Organizador de eventos             | 22   | Chiapas          | 1.ª temp.          | Finalista      |
| 2.°/3.°  | Finalista         | Sin cambios | Cyntia González Servicio de banquetes        | 35   | Veracruz         | 5.ª temp.          | Finalista      |
| 4.°      | 9.º lugar         | 5           | Rogelio Torres Comerciante                   | 31   | Chihuahua        | 5.ª temp.          | 15.º eliminado |
| 5.°      | 13.er lugar       | 8           | Kennia Flores Repostera                      | 25   | Estado de México | 3.ª temp.          | 14.ª eliminada |
| 6.°      | 4.º lugar         | 2           | Pablo Martí Maestro de surf y yoga           | 35   | Veracruz         | 5.ª temp.          | 13.º eliminado |
| 7.°      | 9.º lugar         | 2           | Clara "Doña Clarita" Carrera Restaurantera   | 54   | Veracruz         | 3.ª temp.          | 12.ª eliminada |
| 8.°      | Finalista         | 5/6         | Pastor Pérez Productor agropecuario          | 44   | Zacatecas        | 5.ª temp.          | 11.º eliminado |
| 9.°      | 10.º lugar        | 1           | Patricia Gallo Actriz y conductora           | 33   | Guanajuato       | 6.ª temp.          | 10.ª eliminada |
| 10.°     | 11.º lugar        | 1           | Willi Velázquez Cocinero y boxeador          | 26   | Veracruz         | 6.ª temp.          | 9.º eliminado  |
| 11.°     | 6.º lugar         | 5           | Yanin Campos Enfermera                       | 32   | Chihuahua        | 6.ª temp.          | 8.ª eliminada  |
| 12.°     | 8.º lugar         | 4           | Lourdes Alcocer Editora y promotora cultural | 63   | CDMX             | 3.ª temp.          | 7.ª eliminada  |
| 13.°     | 4.º lugar         | 9           | Gina Roditi Empresaria                       | 64   | CDMX             | 1.ª temp.          | 6.ª eliminada  |
| 14.°     | 13.er lugar       | 1           | Miguel Reyes Carnicero                       | 22   | Zacatecas        | 6.ª temp.          | 5.º eliminado  |
| 15.°     | 7.º lugar         | 8           | Julia "Doña Julia" Martínez Cocinera         | 65   | Jalisco          | 5.ª temp.          | 4.ª eliminada  |
| 16.°     | 17.º lugar        | 1           | Osiris Orozco Fitness coach                  | 35   | Durango          | 6.ª temp.          | 3.er eliminado |
| 17.°     | 7.º lugar         | 10          | Alí Valenzuela Cocinero                      | 33   | Sonora           | 6.ª temp.          | 2.º eliminado  |
| 18.°     | 4.º lugar         | 14          | Costas Obeth Aguilar Agricultor              | 38   | Veracruz         | 3.ª temp.          | 1.er Eliminado |

## MasterChef México (2020)
El casting de esta edición del programa inició en el mes de junio de 2020 y, a diferencia de las ediciones anteriores, el casting fue realizado en su totalidad en modalidad digital debido a la pandemia de COVID-19 en México. En esta ocasión los aspirantes se registraron mediante la aplicación movil TV Azteca Conecta o mediante el sitio web oficial del programa.
En esta temporada del programa, el chef Benito Molina abandona el programa. A diferencia del resto de las temporadas, esta edición contó con 20 participantes en lugar de 18.

### Concursantes
| Posición | Concursantes                                     | Edad | Lugar de origen  | Resultado      |
| -------- | ------------------------------------------------ | ---- | ---------------- | -------------- |
| 1.°      | Adriana Salcedo Cajera de tienda de conveniencia | 28   | Sinaloa          | Ganadora       |
| 2.°/3.°  | Erubiel Sosa Perito de tránsito                  | 34   | Veracruz         | Finalista      |
| 2.°/3.°  | Itzel Paniagua Administradora de instituciones   | 30   | CDMX             | Finalista      |
| 4.°/5.°  | Mercedes Pedroza Comerciante                     | 41   | Coahuila         | 17.ª Eliminada |
| 4.°/5.°  | Rolando Garza Ganadero                           | 34   | Tamaulipas       | 16.º Eliminado |
| 6.°      | David Albiter Comediante                         | 26   | Estado de México | 15.º Eliminado |
| 7.°      | José Luis Monterrubio Comerciante                | 24   | CDMX             | 14.º Eliminado |
| 8.°      | Diana Esquivel Exsoldado                         | 30   | Chiapas          | 13.ª Eliminada |
| 9.°      | Osvaldo Jarvio Licenciado en danza folklórica    | 27   | Veracruz         | 12.º Eliminado |
| 10.°     | Lizbet Rodríguez Enfermera                       | 33   | Jalisco          | 11.ª Eliminada |
| 11.°     | Salime Sadek Estudiante de Derecho               | 20   | Campeche         | 10.ª Eliminada |
| 12.°     | Atilana Rosas Terapeuta en biomagnetismo         | 55   | Veracruz         | 9.ª Eliminada  |
| 13.°     | Isabel Cetina Artesana                           | 56   | Quintana Roo     | 8.ª Eliminada  |
| 14.°     | Citlali Peraza Ingeniera civil                   | 33   | Sinaloa          | 7.ª Eliminada  |
| 15.°     | Iker Cortés Empresario                           | 38   | Morelos          | 6.º Eliminado  |
| 16.°     | Nicolás González Médico                          | 30   | Coahuila         | 5.º Eliminado  |
| 17.°     | Cuauhtémoc Blanco Jr. Mercadólogo internacional  | 24   | CDMX             | 4.º Eliminado  |
| 18.°     | Gonzalo Hernández Observador de aves             | 43   | Veracruz         | 3.er Eliminado |
| 19.°     | Jorge Jiménez Estudiante de Comunicación         | 19   | Chiapas          | 2.º Eliminado  |
| 20.°     | Angélica Pérez Administradora de empresas        | 67   | Baja California  | 1.ª Eliminada  |

## MasterChef Celebrity México (2021)
El 30 de junio de 2021 se confirmó la producción de la edición con celebridades del entretenimiento mexicano a través de las plataformas digitales de la productora, además de la confirmación de Rebecca de Alba como la conductora del programa.
Ese mismo día se confirmó a todos los participantes del reality, conformado por 10 hombres y 10 mujeres, entre ellos actores, cantantes, influyentes, periodistas, entre otros.
Entre julio y agosto de 2021, las grabaciones del programa fueron pausadas temporalmente debido a que se presentó un brote de COVID-19. Entre los que dieron positivo a las pruebas PCR, estuvieron la presentadora Rebecca de Alba, la cantante Aida Cuevas, el chef Fernando Stovell, la actriz Patricia Navidad, el diseñador David Salomón, el árbitro de fútbol Paco Chacón y el chef chocolatero José Ramón Castillo.
En esta edición se empieza a grabar en los foros de Azteca Estudios.

### Concursantes
| Posición    | Concursantes                               | Edad | Lugar de origen | Resultado      |
| ----------- | ------------------------------------------ | ---- | --------------- | -------------- |
| 1.º         | Germán Montero Cantante                    | 42   | Sinaloa         | Ganador        |
| 2.º/3.º/4.º | Paco Chacón Árbitro                        | 45   | Guanajuato      | Finalista      |
| 2.º/3.º/4.º | Stephanie Salas Cantante y actriz          | 51   | CDMX            | Finalista      |
| 2.º/3.º/4.º | Patricia Navidad Actriz                    | 48   | Sinaloa         | Finalista      |
| 5.º         | Laura Zapata Actriz                        | 64   | CDMX            | 16.ª Eliminada |
| 6.º         | Aída Cuevas Cantante                       | 57   | CDMX            | Abandona       |
| 7.º         | Mauricio Islas Actor                       | 47   | CDMX            | 14.º Eliminado |
| 8.º         | Aristeo Cázares Atleta                     | 23   | Veracruz        | 13.º Eliminado |
| 9.º         | David Salomón Diseñador                    | 42   | Quintana Roo    | 12.º Eliminado |
| 10.º        | Tony Balardi Comediante                    | 67   | Veracruz        | 11.º Eliminado |
| 11°         | Jimena Pérez de Vaca "La Choco" Conductora | 40   | CDMX            | 10.ª Eliminada |
| 12.º        | Laura Flores Actriz                        | 57   | Tamaulipas      | 9.ª Eliminada  |
| 13.º        | Daniela Alexis "Bebeshita" Influencer      | 30   | CDMX            | 8.ª Eliminada  |
| 14.º        | Dalú Cantante                              | 25   | Sinaloa         | 7.ª Eliminada  |
| 15.º        | Alicia Machado Actriz                      | 44   | Venezuela       | 6.ª Eliminada  |
| 16.º        | José Joel Cantante                         | 45   | CDMX            | 5.º Eliminado  |
| 17.º        | William Valdés Presentador y cantante      | 27   | Cuba            | 4.º Eliminado  |
| 18.º        | Matilde Obregón Conductora y periodista    | 66   | CDMX            | 3.ª Eliminada  |
| 19.º        | Jorge Aravena Actor                        | 51   | Perú            | 2.º Eliminado  |
| 20.º        | Javier Vázquez Modelo                      | 34   | CDMX            | 1.er Eliminado |

## MasterChef Junior México (2022)
El 12 de enero de 2022 se confirmó la producción de la tercera temporada de la versión infantil del programa, la fecha de estreno y la confirmación de Tatiana como la conductora en esta temporada.
Además del regreso de la mentora de los participantes, esta vez formado por Daniela Alexis "La Bebeshita".
En febrero se anunciaron los concursantes de la temporada, conformado por 9 niños y 11 niñas.El programa se estrenó el 25 de febrero y concluyó el 5 de junio de 2022.

### Concursantes
| Posición    | Concursantes       | Edad | Lugar de origen  | Resultado      |
| ----------- | ------------------ | ---- | ---------------- | -------------- |
| 1.º         | Natalia Cruz       | 9    | Estado de México | Ganadora       |
| 2.º/3.º/4.º | Esau Villarreal    | 12   | Nuevo León       | Finalista      |
| 2.º/3.º/4.º | Sofía Jara         | 11   | Chihuahua        | Finalista      |
| 2.º/3.º/4.º | Xavier Migoya      | 8    | Querétaro        | Finalista      |
| 5.º         | Carlos Gutiérrez   | 11   | Tamaulipas       | 16.º Eliminado |
| 6.º         | Renée Ymay         | 11   | CDMX             | 15.ª Eliminada |
| 7.º         | Alan Lara          | 12   | Estado de México | 14.º Eliminado |
| 8.º         | Zoé Franco         | 8    | San Luis Potosí  | 13.ª Eliminada |
| 9.º         | Germán Montero Jr. | 13   | Sinaloa          | 12.º Eliminado |
| 10.º        | América Salazar    | 11   | Zacatecas        | 11.ª Eliminada |
| 11°         | Fabio Toscano      | 12   | Jalisco          | 10.º Eliminado |
| 12.º        | Sara Rosales       | 11   | CDMX             | 9.ª Eliminada  |
| 13.º        | Abel Rebollo       | 8    | Quintana Roo     | 8.º Eliminado  |
| 14.º        | Leah Tolentino     | 10   | CDMX             | 7.ª Eliminada  |
| 15.º        | Danna Spezzia      | 13   | Puebla           | 6.ª Eliminada  |
| 16.º        | Hadassah Díaz      | 10   | CDMX             | 5.ª Eliminada  |
| 17.º        | Leonardo Matos     | 12   | Yucatán          | 4.º Eliminado  |
| 18.º        | Ángel Fiesco       | 10   | Estado de México | 3.º Eliminado  |
| 19.º        | Jazmín Razas       | 12   | Morelos          | 2.ª Eliminada  |
| 20.º        | Sebastián Reyes    | 9    | Estado de México | 1.er Eliminado |

## MasterChef Celebrity México (2022)
El 13 de julio en conferencia de prensa se presentaron a los 20 participantes de la nueva temporada, confirmando el regreso de Tatiana como conductora, los jueces Betty Vázquez y José Ramón Castillo, así como la integración del nuevo juez Pablo Albuerne.

### Concursantes
| Posición | Concursantes                               | Edad | Lugar de origen | Resultado final |
| -------- | ------------------------------------------ | ---- | --------------- | --------------- |
| 1.º      | Ricardo Peralta Influencer                 | 33   | CDMX            | Ganador         |
| 2.º/3.º  | Lorena Herrera Actriz y cantante           | 55   | Sinaloa         | Finalista       |
| 2.º/3.º  | Arturo López Gavito Productor y locutor    | 53   | CDMX            | Finalista       |
| 4.º      | Alejandra Ávalos Cantante                  | 53   | CDMX            | Finalista       |
| 5.º      | Karla Sofía Gascón Actriz                  | 50   | España          | 16.ª Eliminada  |
| 6.º      | Mauricio Mancera Conductor                 | 38   | Veracruz        | 15.º Eliminado  |
| 7.º      | Marcello Lara Músico y locutor             | 44   | CDMX            | 14.º Eliminado  |
| 8.º      | Nadia Cantante                             | 39   | Oaxaca          | 13.ª Eliminada  |
| 9.º      | Alejandra Toussaint Actriz                 | 36   | CDMX            | 12.ª Eliminada  |
| 10.º     | Carlos Eduardo Rico Comediante             | 51   | CDMX            | 11.º Eliminado  |
| 11.º     | Talina Fernández ✟ Periodista y conductora | 77   | CDMX            | 10.ª Eliminada  |
| 12.º     | Margarita la Diosa de la Cumbia Cantante   | 61   | Colombia        | 9.ª Eliminada   |
| 13.º     | Macky González Atleta                      | 32   | Puebla          | 8.ª Eliminada   |
| 14.º     | Pedro Moreno Actor                         | 41   | Cuba            | Abandona        |
| 15.º     | Francisco Gattorno Actor                   | 57   | Cuba            | 7.º Eliminado   |
| 16.º     | Alan Cantante y actor                      | 49   | CDMX            | 5.º Eliminado   |
| 17.º     | Carmen Campuzano Actriz y modelo           | 51   | CDMX            | 4.ª Eliminada   |
| 18.º     | Julio Camejo Actor                         | 44   | Cuba            | 3.º Eliminado   |
| 19.º     | Ernesto D'Alessio Actor y político         | 45   | Nuevo León      | 2.º Eliminado   |
| 20.º     | Verónica del Castillo Periodista           | 52   | CDMX            | 1.ª Eliminada   |

## MasterChef Celebrity México (2023)
En marzo de 2023 se publicó la lista de los 20 participantes de la nueva temporada de MasterChef Celebrity México, Claudia Lizaldi se integró al programa como conductora, además regresa el chef Adrián Herrera como juez, se integran Zahie Téllez y Alfonso Cadenacomo los nuevos jueces chefs.

### Concursantes
| Posición | Concursantes                          | Edad | Lugar de origen | Resultado final |
| -------- | ------------------------------------- | ---- | --------------- | --------------- |
| 1.ª      | Irma Miranda Reina de belleza         | 26   | Sonora          | Ganadora        |
| 2.º/3.º  | Francisco Palencia Exfutbolista       | 49   | CDMX            | Finalista       |
| 2.º/3.º  | Eduardo Capetillo Gaytán Cantante     | 28   | CDMX            | Finalista       |
| 4.ª      | Romina Marcos Influyente              | 27   | CDMX            | 17.ª Eliminada  |
| 5.ª      | Mónica Dionne Actriz                  | 56   | Estados Unidos  | 16.ª Eliminada  |
| 6.ª      | Fabiola Campomanes Actriz             | 50   | CDMX            | 15.ª Eliminada  |
| 7.º      | Manu Nna Comediante                   | 31   | CDMX            | 14.º Eliminado  |
| 8.ª      | Alma G. Fuentes "Cositas" Educadora   | 62   | CDMX            | 13.ª Eliminada  |
| 9.ª      | Ana Patricia Rojo Actriz              | 49   | CDMX            | 12.ª Eliminada  |
| 10.ª     | Ivonne Montero Actriz                 | 48   | CDMX            | 11.ª Eliminada  |
| 11.ª     | Lis Vega Actriz y vedete              | 45   | Cuba            | 10.ª Eliminada  |
| 12.º     | Cibernético Luchador                  | 47   | Aguascalientes  | 9.º Eliminado   |
| 13.º     | Jorge "el Travieso" Arce Exboxeador   | 43   | Sinaloa         | 8.º Eliminado   |
| 14.º     | Emir Pabón Cantante                   | 43   | CDMX            | 7.º Eliminado   |
| 15.ª     | Jimena Longoria Influencer            | 35   | Nuevo León      | 6.ª Eliminada   |
| 16.º     | Padre José de Jesús Aguilar Sacerdote | 68   | CDMX            | 5.º Eliminado   |
| 17.ª     | Gabriela Goldsmith Actriz             | 59   | CDMX            | 4.ª Eliminada   |
| 18.º     | Poncho de Nigris Presentador y actor  | 47   | Nuevo León      | 3.º Eliminado   |
| 19.º     | Pedro Prieto Presentador              | 36   | España          | 2.º Eliminado   |
| 20.º     | Alejandro Lukini Actor y conductor    | 56   | CDMX            | 1.º Eliminado   |

## MasterChef Celebrity México (2024)
Esta temporada de MasterChef Celebrity México fue conducida por Claudia Lizaldi. Regresaron como jueces Adrián Herrera, Zahie Téllez y Poncho Cadena. Contó con 20 famosos que compitieron por convertirse en el tercer MasterChef Celebrity de México. Las grabaciones iniciaron a mediados de febrero de 2024 en los foros de Azteca Estudios en Tlalpan, Ciudad de México, y el programa terminó el domingo 21 de julio antes de su horario habitual debido al inicio del programa La Academia.

### Concursantes
| Posición | Concursantes                           | Edad | Lugar de orgen  | Resultado final |
| -------- | -------------------------------------- | ---- | --------------- | --------------- |
| 1.º      | Rossana Nájera Actriz                  | 44   | Veracruz        | Ganadora        |
| 2.º/3.º  | Ferka Actriz y chica reality           | 37   | CDMX            | Finalista       |
| 2.º/3.º  | Jawy Méndez Chico Reality              | 35   | CDMX            | Finalista       |
| 4.º      | Litzy Cantante y actriz                | 41   | CDMX            | 16.ª Eliminada  |
| 5.º      | Rey Grupero Influencer                 | 36   | CDMX            | 15.° Eliminado  |
| 6.º      | Ernesto Cázares Atleta                 | 24   | Veracruz        | 14.º Eliminado  |
| 7.º      | Harold Azuara Actor                    | 27   | CDMX            | 13.° Eliminado  |
| 8.º      | Laura Bozzo Conductora                 | 72   | Perú            | Abandona        |
| 9.º      | Natalia Subtil Conductora y actriz     | 36   | Brasil          | 12.ª Eliminada  |
| 10.º     | Paco De Miguel Influencer y Comediante | 24   | CDMX            | 11.º Eliminado  |
| 11.º     | Raúl Sandoval Actor y Cantante         | 45   | Baja California | 10.º Eliminado  |
| 12.º     | Rafa Balderrama Conductor              | 44   | Chihuahua       | 9.º Eliminado   |
| 13.ª     | Itatí Cantoral Actriz y Cantante       | 48   | CDMX            | 8.ª Eliminada   |
| 14.ª     | Itzel Barro Influencer                 | 30   | CDMX            | 7.ª Eliminada   |
| 15.ª     | Sandra Itzel Cantante y actriz         | 30   | Nuevo León      | 6.ª Eliminada   |
| 16.ª     | M’Balia Cantante                       | 45   | CDMX            | 5.ª Eliminada   |
| 17.º     | Fran Hevia Comediante                  | 37   | CDMX            | 4.º Eliminado   |
| 18.ª     | Camila Fernández Cantante              | 26   | Jalisco         | 3.ª Eliminada   |
| 19.º     | Agustin Arana Actor                    | 55   | Veracruz        | 2.º Eliminado   |
| 20.º     | Mario Sandoval Cantante                | 46   | Jalisco         | 1.º Eliminado   |

## MasterChef Celebrity México (2025)
El 27 de enero de 2025 se reveló la lista de los  participantes de la edición del 2025. Claudia Lizaldi regresó como conductora, al igual que los chefs jueces Adrián Herrera, Zahie Téllez y Alfonso Cadena.
Para esta edición, subtitulada como "Generaciones", se agruparon a los concursantes por equipos generacionales, de manera que se reflejen su forma de entender la cocina. Los grupos generacionales son: 
- Los Clásicos (Baby boomers): Anabel Ferreira, Gaby Rivero, Memo Ríos, Ofelia Medina y Rosa Gloria Chagoyán.
- Generación Casete (Generación X): Andrea Noli, Bárbara Torres, Bobby Larios, Luis Fernando Peña, y Plutarco Haza.
- Milenials: Carlos Quirarte, Dani Valle, Lylo Fa, María José Magán y Rafa Polinesio.
- Nueva Generación (Generación Z): Herly RG, Iram Mendiola, Isaías Espinoza, Leslie Gallardo, y Nicole Chávez.

El programa concluyó el 27 de julio del 2025, con el influencer Daniel Valle como ganador. Carlos Quirarte y Andrea Noli quedaron como finalistas. Valle se llevó el premio de 1 millón 160 mil pesos y el trofeo de MasterChef Celebrity.

### Concursantes
| Posición | Concursantes                                                                    | Edad | Residencia       | Resultado final |
| -------- | ------------------------------------------------------------------------------- | ---- | ---------------- | --------------- |
| 1°       | Daniel Valle Influencer                                                         | 33   | Jalisco          | Ganador         |
| 2.º/3.º  | Carlos Quirarte Conductor de TV                                                 | 40   | Jalisco          | Finalista       |
| 2.º/3.º  | Andrea Noli Actriz                                                              | 52   | Francia          | Finalista       |
| 4°       | Ofelia Medina Actriz, guionista y activista                                     | 74   | Yucatán          | 17° eliminada   |
| 5°       | Herly RG Influencer                                                             | 28   | Estado de México | 16° eliminada   |
| 6°       | Bárbara Torres Actriz y comediante                                              | 53   | Argentina        | 15° eliminada   |
| 7°       | Plutarco Haza Actor                                                             | 52   | Sonora           | 14° eliminado   |
| 8°       | Leslie Gallardo Modelo e influencer                                             | 25   | Guanajuato       | 13°eliminada    |
| 9°       | Rafa Polinesio Influencer y creador de contenido                                | 35   | CDMX             | 12° eliminado   |
| 10°      | Anabel Ferreira Actriz                                                          | 60   | CDMX             | 11° eliminada   |
| 11°      | Luis Fernando Peña Actor                                                        | 42   | CDMX             | 10° eliminado   |
| 12°      | Gabriela Rivero Actriz y cantante                                               | 60   | CDMX             | 9° eliminada    |
| 13°      | Isaías Espinoza "Chef en proceso" Tiktoker e influencer                         | 21   | Nuevo León       | 8° eliminado    |
| 14°      | Lylo Fa Influencer                                                              | 30   | Yucatán          | 7° eliminada    |
| 15°      | Nicole "Nicky" Chávez Actriz, estrella de reality show, modelo y bailarina      | 26   | CDMX             | 6° eliminada    |
| 16°      | Bobby Larios Actor, director de orquesta, bailarín, cantante y locutor de radio | 56   | Jalisco          | 5° eliminado    |
| 17°      | María José Magán Actriz y modelo                                                | 40   | Venezuela        | 4° eliminada    |
| 18°      | Memo Ríos Comediante                                                            | 75   | Estado de México | 3.° eliminado   |
| 19°      | Rosa Gloria Chagoyán Actriz y cantante                                          | 71   | CDMX             | 2.° eliminada   |
| 20.º     | Iram Mendiola Comediante, tiktoker e influencer                                 | 27   | CDMX             | 1.º eliminado   |

## Premios y nominaciones

### Nickelodeon Kids' Choice Awards México 2017
| Programa                 | Año  | Premio            | Categoría/Destinatario      | Resultado |
| ------------------------ | ---- | ----------------- | --------------------------- | --------- |
| MasterChef Junior México | 2017 | Kids Choice Award | Programa Favorito Más Visto | Nominado  |